# Сорокуш амазонійський

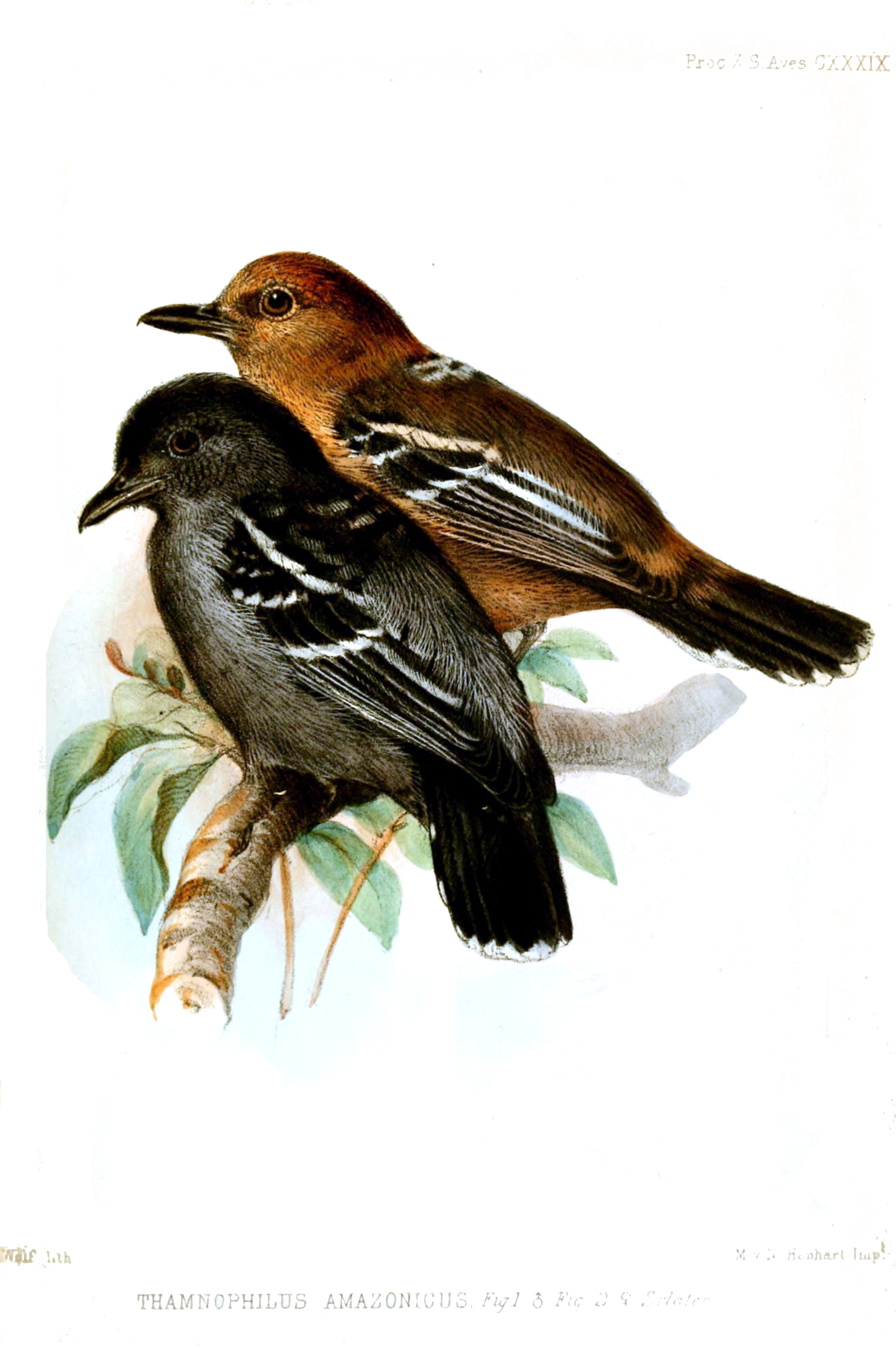
Пара амазонійських сорокушів

Сороку́ш амазонійський (Thamnophilus amazonicus) — вид горобцеподібних птахів родини сорокушових (Thamnophilidae). Мешкає в Південній Америці.

## Опис
Довжина птаха становить 14 см, вага 17-21 г. У самця тім'я і лоб чорні, решта голови сіра, спина і крила чорні, поцятковані білими смужками, нижня частина тіла сіра. У самиці тім'я рудувато-коричневе, решта голови і нижня частина тіла жовто-рудувато-коричнева, верхня частина тіла темно-оливкова, крила і хвіст темно-коричневі, поцятковані білими смужками.

## Підвиди
Виділяють п'ять підвидів:
- T. a. cinereiceps Pelzeln, 1868 — центрально-східна Колумбія, південно-західна Венесуела, північно-західна Бразилія;
- T. a. divaricatus Mees, 1974 — південно-східна Венесуела, Гаяна, Французька Гвіана, Суринам, північно-центральна Бразилія;
- T. a. amazonicus Sclater, PL, 1858 — південна Колумбія, крайній захід Еквадору, східне Перу, північна Болівія;
- T. a. obscurus Zimmer, JT, 1933 — центральна Бразилія;
- T. a. paraensis Todd, 1927 —  південно-центральна Бразилія.

## Поширення і екологія
Амазонійські сорокуші мешкають на східних схилах Анд, на Амазонії та на Гвіанському нагір'ї. Вони живуть в амазонській сельві, в заболочених лісах, подекуди в гірських тропічних лісах та сухій савані.

## Поведінка
Амазонійські сорокуші харчуються комахами та іншими безхребетними, яких шукають на деревах. Сезон розмноження триває з травня по січень. Гніздо чашоподібне, підвішується на горизонтальній гілці на висоті 1-3 м над землею. В кладці 2 яйця кремово-білого кольору, поцятковані пурпуровими та сірими плямками.